# 구미호뎐
《구미호뎐》은 2020년 10월 7일부터 2020년 12월 3일까지 방송된 tvN 수목 드라마이다.

## 기획 의도
도시에 정착한 구미호 청년과 그를 쫓는 프로듀서의 괴담사냥 프로젝트를 다루는 드라마.

## 등장 인물

### 주요 인물
- 이동욱 : 이연 역 - 구미호 , 전직 산신. 이아음의 옛 연인이자 남지아의 현 배우자
- 조보아 : 남지아/이아음 역 - 이연의 첫사랑 , 이연의 옛 연인이자 이연의 현 배우자 (아역 박다연)
- 김범 : 이랑 역 - 인간과 구미호 사이에서 태어난 반인반요 구미호이자 이연의 이복동생 (아역 이주원)

### 이연 주변 인물
- 황희 : 구신주 역 - 수의사, 이연의 충신. 한국 토종 여우

### 내세 출입국 관리소
- 김정난 : 탈의파 역 - 삼도천 문지기, 염라대왕의 누이.
- 안길강 : 현의옹 역 - 삼도천 문지기, 탈의파의 남편.

### 남지아 주변 인물
- 주석태 : 최태석 역 - 방송국 팀장, 전생에 우렁각시의 남편.
- 정이서 : 김새롬 역 - 방송국 작가.
- 김강민 : 표재환 역 - 방송국 조 연출, 지아의 부사수.

### 이랑 주변 인물
- 김용지 : 기유리 역 - 러시아 여우, 모즈백화점 사장 딸의 몸에 들어가서 살고 있다.
- 정시율 : 김수오 역 - 이랑이 과거에 아끼던 검둥개의 환생

### 그 외 인물
- 김수진 : 복혜자 역 - 한식당 우렁각시 사장, 설화 속 진짜 우렁각시. 전생에 최태석의 부인.
- 김희정 : 이영선 역 - 지아의 어머니, 전직 의사.
- 송영규 : 남종수 역 - 지아의 아버지, 전직 교수.
- 장원형 : 백시우 역 - 서울청 광역 수사대 형사, 지아의 조력자.
- 이태리 : 이무기 역 - 600년 전, 이연과 아음의 관계를 갈라 놓았던 장본인. 암시를 걸어 명에 따르게 한다. 현재 테리(Terry)라는 이름을 사용, 지아의 도시 괴담 팀 인턴으로 위장 취업했다. (아역 김태율)
- 엄효섭 : 권해룡 역 - 이무기를 섬기는 800년 전의 역적, 과거 죽음의 문턱에서 이랑을 구해주었고, 현재는 지아가 일하고 있는 방송국 사장.
- 이용성 : 커플 남자 역
- 도연진 : 서평희 역 - 은하호 사망자 딸
- 맹봉학 : 서기창 역 - 은하호 사망자 (평희 부)
- 김선율 : 어화도 숲의 정령 역
- 김영선 : 어화도 무녀 역
- 조현임 : 해룡 집 베이비시터 역
- 박노식 : 장례식 자매 부 역

### 특별출연
- 추예진 : 수영 역 - 지아가 버스 정류장에서 만난 여고생.
- 우현 : 장승 할아범 역.
- 이정민 : 인간으로 변한 여우 누이 역.
- 이규형 : 사또 역 - 이연의 절친. 전직 산신.반달가슴곰
- 임기홍 : 민속촌 점쟁이 역, 지옥의 10번째 신.
- 선우재덕 : 왕 역 - 600년 전, 아음의 아버지이자 왕.
- 심소영 : 어둑시니 역 - 평소엔 녹즙 판매원으로 변신, 이무기의 동업자.
- 손우현 : 불가살이 역.

## 촬영지
- 상족암 장산사굴
- 한국민속촌
- 김포 라베니체
- 서울 기상관측소

## 시청률
최저 시청률과 최고 시청률은 시청률 조사회사와 지역별로 시청률에 차이가 있을 수 있습니다.
| 2020년      | 2020년      | 2020년              | 2020년             | 2020년             |
| 회차        | 방송일      | 부제 (서브 타이틀)  | 닐슨 코리아 시청률 | 닐슨 코리아 시청률 |
| 회차        | 방송일      | 부제 (서브 타이틀)  | 대한민국(전국)     | 서울(수도권)       |
| ----------- | ----------- | ------------------- | ------------------ | ------------------ |
| 제1회       | 10월 7일    | 여우고개에서 생긴일 | 5.804%             | 6.479%             |
| 제2회       | 10월 8일    | 나는 너를 기다렸다  | 5.557%             | 6.222%             |
| 제3회       | 10월 14일   | 용왕님의 비밀       | 5.558%             | 5.988%             |
| 제4회       | 10월 15일   | 상문살              | 5.511%             | 6.075%             |
| 제5회       | 10월 21일   | 나도 너를 기다렸어  | 5.100%             | 5.352%             |
| 제6회       | 10월 22일   | 사주팔자            | 4.962%             | 5.800%             |
| 제7회       | 10월 28일   | 윤회의 덫           | 4.789%             | 5.444%             |
| 제8회       | 10월 29일   | 환생                | 5.137%             | 5.666%             |
| 제9회       | 11월 4일    | 어둑시니            | 5.115%             | 5.623%             |
| 제10회      | 11월 5일    | 데자뷰              | 4.474%             | 4.776%             |
| 제11회      | 11월 11일   | 꽈리                | 4.863%             | 5.010%             |
| 제12회      | 11월 12일   | 꼬리잡기놀이        | 5.318%             | 5.828%             |
| 제13회      | 11월 25일   | 또 하나의 이무기    | 5.195%             | 6.275%             |
| 제14회      | 11월 26일   | DEAD END 막다른 길  | 5.160%             | 5.923%             |
| 제15회      | 12월 2일    | 그대라는 운명       | 5.224%             | 6.082%             |
| 제16회      | 12월 3일    | 다시쓰는 구미호뎐   | 5.785%             | 6.436%             |
| 평균 시청률 | 평균 시청률 |                     | 5.222%             |                    |

## 같이 보기
- 대한민국의 텔레비전 드라마 목록 (ㄱ)
- 2020년 대한민국의 텔레비전 드라마 목록